# Hamza Ben Driss Ottmani
Hamza Ben Driss Ottmani   (Essaouira, 10 de maig de 1940 - Rabat, 30 de maig de 2012) va ser un economista i escriptor marroquí.

## Biografia
Hamza va estudiar enginyeria aeroespacial a l'École nationale de l'aviation civile i va ser economista llicenciat per l'ENSAE ParisTech.
És conegut com a escriptor. El seu treball se centra en la seva ciutat natal, Essaouira.
El seu primer llibre, "Une cité sous les alizés" ("una ciutat sota els vents alisis"), és un estudi històric de Mogador-Essaouira des de la prehistòria fins a la Segona Guerra Mundial. Després es va dedicar a la ficció però va mantenir una sòlida base històrica.
A "Si Mogador m'était contée" ("Si Mogador pogués parlar"), la vella narradora, Lalla Aïcha, reviu vint històries del passat ignorat de la ciutat. "Le Soldat qui venait de Mogador" ("El soldat que venia de Mogador") narra la història del viatge a la Meca de Si Taieb El Ech Chiadmi Maskali, l'any 1912.
"Le Fils du Soleil" ("El fill del sol") és una novel·la històrica que explica la sorprenent història de Mustapha Zemmouri, més conegut amb el nom d'Estevanico, que era un marroquí de la regió d'Azemmour, va ser segrestat per un home espanyol com a un esclau i portat a Amèrica on esdevingué un dels primers descobridors d'Arizona i Nou Mèxic.